# ماكس هارتمان
ماكس هارتمان (بالألمانية: Max Hartmann)‏ هو عالم حيوانات ألماني، ولد في 7 يوليو 1876 في لاوترإكن في ألمانيا، وتوفي في 11 أكتوبر 1962 في Weiler-Simmerberg ‏ في ألمانيا.

## وصلات خارجية
- ماكس هارتمان على موقع مونزينجر (الألمانية)